# Lenguas occitanorromances
Las lenguas occitanorromances u occitanorrománicas son el occitano/gascón y catalán/valenciano, dos lenguas romances muy cercanas que forman un continuo dialectal transicional entre las lenguas galorromances, las lenguas galoitálicas y las lenguas iberorromances. A veces se incluye el aragonés.
Algunas fuentes clasifican ambas entre las lenguas galorrománicas, otras, como Ethnologue, dentro del grupo iberorromance y, tradicionalmente, el catalán como iberorromance y el occitano como galorromance. Sin embargo, en su forma escrita, el catalán moderno y el occitano moderno son altamente inteligibles, y con un porcentaje de léxico compartido superior al existente entre español y portugués. Algunos lingüistas y filólogos occitanos incluso han intentado incluir el catalán como parte del diasistema occitano, ya que los lingüistas occitanos Pierre Bec y Domergue Sumien clasificaban al catalán como una variante occitana de tipo aquitanopirenaico. De hecho, existen razones fundadas para considerar a las lenguas occitanorromances un grupo filogenético válido.

## Clasificación
El término grupo ibero-oriental es una etiqueta usada por Ethnologue para la clasificación de las lenguas románicas. De acuerdo con la evidencia disponible el grupo ibero-oriental no discutida, a diferencia de otras agrupaciones de nivel superior que usa Ethnologue.
Ethnologue propone la siguiente clasificación jerárquica para el grupo iberorromance:
Indoeuropeo > Itálico > GrupoRomance > Romance > Lenguas romances ítalo-occidentales > Grupo Ítalo-Occidental - Subgrupo Occidental > Grupo Galo-Ibérico > Grupo Ibero-Romance.
Las variedades del catalán y del occitano juntas claramente forman un grupo filogenético. Hay cierta discusión sobre si estas lenguas junto con otras forman un grupo filogenético más amplio dentro de las lenguas romances. Algunos autores clasifican un tanto arbitrariamente a las lenguas occitanorromances como una parte de las lenguas iberorromances o una parte de las lenguas galorromances, aunque algunos de los rasgos compartidos con esos grupos podrían deberse a influencias posteriores o a desarrollos paralelos. 
Se ha señalado la existencia de numerosos rasgos comunes con el aragonés, así que posiblemente, podría hablarse de un grupo romance pirenaico integrado por el occitano, el catalán y el aragonés.

### Clasificación interna
Ethnologue divide a las lenguas iberorromances en dos grupos un grupo oriental y un grupo occidental. La clasificación interna para el grupo ibero-oriental coincide básicamente con el grupo occitanorromance. El occitanorromance nuclear estaría formado por las siguientes variedades de occitano, catalán/valenciano y aragonés:
- Occitano
  - Occitano septentrional: Auvernés, Limosín, Vivaroalpino
  - Occitano suroriental: Lengadocián, Provenzal
  - Occitano sudoccidental o Gascón: Aranés, Bearnés, Bigorrés
  - Shuadit o Judeoprovenzal (†)
- Catalán-valenciano-balear[1]
  - Variante oriental: Catalán central, Catalán nororiental, Alguerés, Balear: (Mallorquín, Menorquín, Ibicenco).
  - Variante occidental: Catalán noroccidental, Leridano, Valenciano de transición, Valenciano: (Valenciano central o Apitxat, Valenciano septentrional, Valenciano Meridional, Alicantino).
  - Judeocatalán (†)

- Aragonés: la posición de esta lengua es menos clara que las otras dos, pero está claro que comparte un número importante de isoglosas con el catalán y el occitano, no presentes en las lenguas iberorromances. Sin embargo, el aragonés en su conjunto ha sufrido importantes reestructuraciones en los últimos siglos que lo han acercado notablemente a las lenguas iberorromances, oscureciendo algunos de los rasgos más claramente occitanorromances. Se podría considerar el puente entre las occitanorromances y las iberorromances, aunque el origen es claramente occitanorromance.[5][6]

### Clasificación supradialectal del occitanorromance

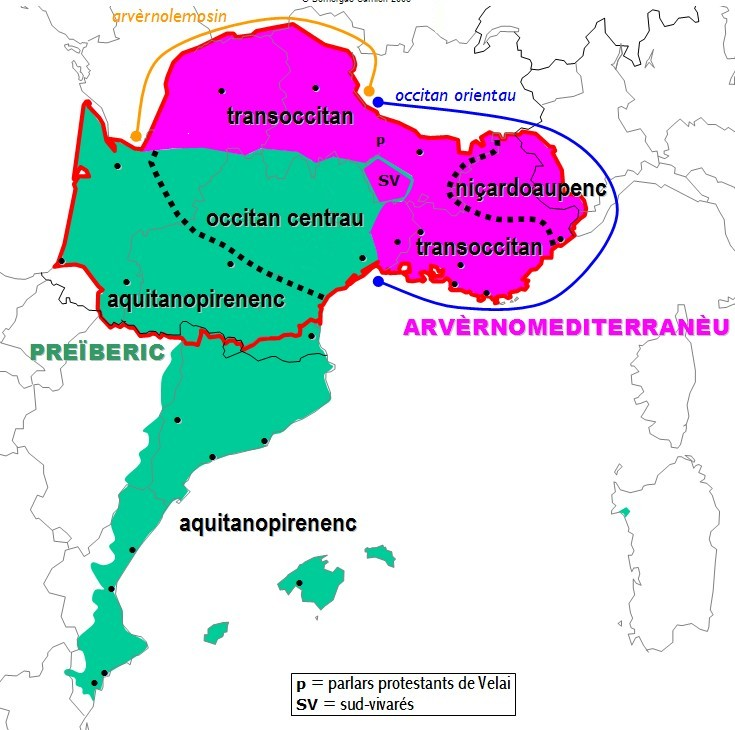
Clasificación supradialectal del occitanorromance.

Los lingüistas occitanos Pèire Bec y Domergue Sumien habían descrito una clasificación supradialectal del occitanorromance diviéndolo en dos grupos (aquitanopirenaico y auvernomediterráneo) según algunos rasgos fonéticos o gramaticales.
- Grupo auvernomediterráneo
  - Auvernés
  - Limosín
  - Vivaroalpino
  - Provenzal
- Grupo aquitanopirenaico
  - Lengadocián
    - Lengadocián central
    - Lengadocián meridional

  - Gascón (incluido el aranés)
  - Catalán/Valenciano[1]

## Características lingüísticas

### Similitudes entre catalán/valenciano,[1]occitano y aragonés
- Un rasgo común a todas las lenguas occitanorromances y que las distinguen de las otras lenguas romances es el desarrollo de -V intervocálica en -u:

CLAVE > cat. clau, occ. clau, ara. clau (frente al español llave y al francés clef)
GRAVE > cat. greu, occ. grèu, ara. greu (frente al español grave y al francés grave)
- Tanto las variedades occitanas como las variedades catalanas presentan apócope de las vocales latinas finales -Ĕ, -Ŭ (protorromance -e, -o). Sin emblargo el aragonés presenta generalmente apócope de la -e pero no de la -o, que varía en cada dialecto.

lat. TRŬNCŬM > catalán y occitano tronc [tɾoŋ(k)] (frente al español e italiano tronco y al francés tronc)
lat. LĬGNOSŬM > catalán-valenciano llenyós [ʎəɲós] y occitano lenhós [leɲús] (frente al español leñoso y al francés ligneux)
La evolución anterior no se da cuando la elisión de -e, -o da lugar a grupos consonánticos finales:
ÁRBORĔ > cat. arbre, occ. arbre (frente al español árbol y al francés arbre)
QUATTUOR > QUÁTRO > cat. quatre, occ. quatre., ara. quatre (cuatro en español y quatre en francés)
Ambos conservan restos de la evolución del fonema romance /*č/ > /ʦ/ > /ʣ/: latín DĔCE(M) 'diez' > proto-romance *dɛče > catalán -tze/-ze (catorze, quinze, setze 14, 15, 16) y occitano détz, que alterna con /z/ *deʣena 'decena' > catalán/occitano /dezena/.
- Una gran parte del léxico es común, y en general en la forma escrita catalán y occitano tienen una altísima inteligibilidad, similar a la existente entre portugués y español. También existen coincidencias léxicas notables entre catalán/valenciano, occitano y aragonés:

latín VÉC(U)LA > *VELLA > cat. vella, occ. vielha, arag. viella.
latín MEDIU(M) > *MEDYO  > cat. mig, occ. mieg, arag. meyo
latín EGŌ > *EŌ  > cat. jo, occ. ieu ~ jo, arag. yo
latín SEQUĔRE > *SEGIRE  > cat.seguir, occ. siegere ~ seguir, arag. seguir(e)
latín FŌLIA(M)  > cat. fulla, occ. fuòlha ~ fuèlha, arag. fuella~folla

### Diferencias entre catalán/valenciano y occitano
La mayor parte de las diferencias en el sistema vocálico provienen de las neutralizaciones que tuvieron lugar en el sistema de vocales átonas. En ambas lenguas en una sílaba tónica hay un mayor número de posibles vocales diferentes, mientras que en una sílaba átona vocales fonológicamente diferentes se acaban articulando del mismo modo. Aunque esa característica es común a ambas lenguas los detalles de la neutralización difieren notablemente. En occitano la forma de neutralización depende de si una vocal es pretónica o postónica (una /ɔ/ es articula como [u] en posición pretónica y como [o] en posición postónica, y como [ɔ] solo en posición tónica), mientras que en catalán la neutralización es igual independientemente de la posición de la sílaba átona (aunque difiere de dialecto a dialecto). Muchos de estos cambios se produjeron tardíamente a partir de los siglos XIII o XIV.
Un poco más antiguas son las palatalizaciones que presentan el occitano y el catalán antes de las consonantes palatales o velares:
| Occitano | Catalán/Valenciano | Español |
| -------- | ------------------ | ------- |
| vielha   | vella              | vieja   |
| mieg     | mig                | medio   |
| ieu/jo   | jo                 | yo      |
| seguir   | seguir             | seguir  |
| fuèlha   | fulla              | hoja    |

### Comparación léxica
Los numerales en diferentes variedades occitanorromances son:
| GLOSA | Occitano septentrional | Occitano septentrional | Occitano occ.         | Occitano oriental     | Occitano oriental       | Catalán/Valenciano    | Catalán/Valenciano     | Aragonés                      | PROTO- OcRm      |
| GLOSA | Auvergnat              | Lemosín                | Gascón                | Languedoc             | Provençal               | Variant oriental      | Variant occidental     | Aragonés                      | PROTO- OcRm      |
| ----- | ---------------------- | ---------------------- | --------------------- | --------------------- | ----------------------- | --------------------- | ---------------------- | ----------------------------- | ---------------- |
| '1'   | vyn / vynɐ vun / vunå  | ỹ / ynɔ un / una       | y / yo un / ua        | ỹ / yno un / una      | yŋ / yno un / una       | un / unə un / una     | un / una un / una      | un~uno / una un~uno / una     | *un / *una       |
| '2'   | du / dua dou / duas    | du / dua dos / doas    | dys / dyos dus / duas | dus / duos dos / doas | dus / duas dous / douas | dos / duəs dos / dues | dos dos / dues         | dos / duas dos / duas         | *dos~dus / *duas |
| '3'   | tʀei trei              | trei tres              | tres                  | tres                  | tʀes tres               | trɛs tres             | trɛs tres              | tɾes tres                     | *tres            |
| '4'   | katʀə catre            | katre quatre           | kwatə quate           | katre quatre          | katʀə quatre            | kwatrə quatre         | kwatre quatre          | kwatro~kwatre quatro / quatre | *kwatre          |
| '5'   | ʃin sin                | ʃin cinc               | siŋk cinq             | siŋk cinq             | siŋ cinq                | siŋ / siŋk cinc       | siŋ / siŋk cinc        | θiŋko~θiŋk cinco / cinc       | *siŋk            |
| '6'   | ʃei siei               | ʃiei sieis             | ʃeis sheis            | siɛis sièis           | siei sieis              | sis                   | sis sis                | seis~sieis seis / sieis       | *sieis           |
| '7'   | se sé                  | ʃe sèt                 | sɛt sèt               | sɛt sèt               | sɛ sèt                  | sɛt set               | sɛt set                | siet~sɛt siet / set           | *sɛt             |
| '8'   | vø veu                 | jɥe uèch               | weit ueit             | ɥeʧ uèch              | vɥe vue                 | buit / vuit vuit      | vuit / wit vuit / huit | weito~weit ueito / ueit       | *weit            |
| '9'   | niø~nou nieu~nou       | nɔu nòu                | nau                   | nɔu nòu               | nu nòu                  | nɔu nou               | nɔu nou                | nweu~nɔu nueu / nou           | *nɔu             |
| '10'  | die~de dié~dé          | diɛ~de detz            | dɛʦ dètz              | dɛʦ dèts              | dɛs dès                 | dɛu deu               | dɛu deu                | dieθ~deu diez / deu           | *dɛʦ             |
Los numerales '1' y '2' distinguen entre formas de masculino y femenino.